# Sloan Digital Sky Survey
| 78756 Sloan            | 10 ottobre 2002   |
| 90022 Apache Point     | 10 ottobre 2002   |
| 111660 Jimgray         | 13 gennaio 2002   |
| 113949 Bahcall         | 4 ottobre 2002    |
| 113950 Donbaldwin      | 4 ottobre 2002    |
| 113951 Artdavidsen     | 10 ottobre 2002   |
| 113952 Schramm         | 10 ottobre 2002   |
| 114022 Bizyaev         | 29 ottobre 2002   |
| 114023 Harvanek        | 29 ottobre 2002   |
| 114024 Scotkleinman    | 30 ottobre 2002   |
| 114025 Krzesinski      | 30 ottobre 2002   |
| 114026 Emalanushenko   | 30 ottobre 2002   |
| 114027 Malanushenko    | 30 ottobre 2002   |
| 119967 Daniellong      | 4 ottobre 2002    |
| 121103 Ericneilsen     | 20 marzo 1999     |
| 123120 Peternewman     | 26 settembre 2000 |
| 127515 Nitta           | 4 ottobre 2002    |
| 127516 Oravetz         | 4 ottobre 2002    |
| 127517 Kaikepan        | 10 ottobre 2002   |
| 133007 Audreysimmons   | 5 ottobre 2002    |
| 133008 Snedden         | 5 ottobre 2002    |
| 133009 Watters         | 10 ottobre 2002   |
| 135978 Agüeros         | 4 ottobre 2002    |
| 135979 Allam           | 10 ottobre 2002   |
| 135980 Scottanderson   | 10 ottobre 2002   |
| 137165 Annis           | 20 marzo 1999     |
| 137166 Netabahcall     | 20 marzo 1999     |
| 138221 Baldry          | 3 marzo 2000      |
| 140602 Berlind         | 14 ottobre 2001   |
| 140980 Blanton         | 12 novembre 2001  |
| 141414 Bochanski       | 8 gennaio 2002    |
| 142752 Boroski         | 4 ottobre 2002    |
| 142753 Briegel         | 4 ottobre 2002    |
| 142754 Brunner         | 5 ottobre 2002    |
| 142755 Castander       | 5 ottobre 2002    |
| 142756 Chiu            | 5 ottobre 2002    |
| 142757 Collinge        | 5 ottobre 2002    |
| 142758 Connolly        | 10 ottobre 2002   |
| 142759 Covey           | 10 ottobre 2002   |
| 142760 Csabai          | 10 ottobre 2002   |
| 142822 Czarapata       | 30 ottobre 2002   |
| 148384 Dalcanton       | 26 settembre 2000 |
| 148707 Dodelson        | 19 settembre 2001 |
| 149573 Mamorudoi       | 21 dicembre 2003  |
| 150520 Dong            | 3 settembre 2000  |
| 151590 Fan             | 29 ottobre 2002   |
| 151657 Finkbeiner      | 11 dicembre 2002  |
| 153284 Frieman         | 21 febbraio 2001  |
| 153686 Pathall         | 14 ottobre 2001   |
| 154004 Haolei          | 13 gennaio 2002   |
| 154005 Hughharris      | 13 gennaio 2002   |
| 154006 Suzannehawley   | 13 gennaio 2002   |
| 154378 Hennessy        | 14 dicembre 2002  |
| 156542 Hogg            | 13 febbraio 2002  |
| 158329 Stevekent       | 11 novembre 2001  |
| 159826 Knapp           | 26 settembre 2003 |
| 161207 Lidz            | 4 ottobre 2002    |
| 161215 Loveday         | 30 ottobre 2002   |
| 162166 Mantsch         | 20 marzo 1999     |
| 162466 Margon          | 4 maggio 2000     |
| 163119 Timmckay        | 9 gennaio 2002    |
| 163623 Miknaitis       | 5 ottobre 2002    |
| 163624 Moorthy         | 10 ottobre 2002   |
| 163625 Munn            | 10 ottobre 2002   |
| 163639 Tomnash         | 29 ottobre 2002   |
| 163640 Newberg         | 29 ottobre 2002   |
| 163641 Nichol          | 30 ottobre 2002   |
| 164791 Nicinski        | 20 marzo 1999     |
| 164792 Owen            | 20 marzo 1999     |
| 165067 Pauls           | 4 marzo 2000      |
| 166745 Pindor          | 4 ottobre 2002    |
| 166746 Marcpostman     | 4 ottobre 2002    |
| 166747 Gordonrichards  | 4 ottobre 2002    |
| 166748 Timrayschneider | 5 ottobre 2002    |
| 166749 Sesar           | 10 ottobre 2002   |
| 168638 Waltersiegmund  | 12 febbraio 2000  |
| 168948 Silvestri       | 23 dicembre 2000  |
| 169299 Sirko           | 21 settembre 2001 |
| 170006 Stoughton       | 4 ottobre 2002    |
| 170007 Strateva        | 5 ottobre 2002    |
| 170008 Michaelstrauss  | 5 ottobre 2002    |
| 170009 Subbarao        | 5 ottobre 2002    |
| 170010 Szalay          | 5 ottobre 2002    |
| 170011 Szkody          | 10 ottobre 2002   |
| 170012 Anithakar       | 10 ottobre 2002   |
| 170022 Douglastucker   | 30 ottobre 2002   |
| 170023 Vogeley         | 30 ottobre 2002   |
| 170395 Nicolevogt      | 26 settembre 2003 |
| 172317 Walterbos       | 4 ottobre 2002    |
| 172318 Wangshui        | 5 ottobre 2002    |
| 173395 Dweinberg       | 12 febbraio 2000  |
| 173872 Andrewwest      | 14 ottobre 2001   |
| 174361 Rickwhite       | 4 ottobre 2002    |
| 174362 Bethwillman     | 5 ottobre 2002    |
| 174363 Donyork         | 5 ottobre 2002    |
| 174364 Zakamska        | 10 ottobre 2002   |
| 174365 Zibetti         | 10 ottobre 2002   |
| 174466 Zucker          | 31 dicembre 2002  |
| 174515 Pamelaivezić    | 28 gennaio 2003   |
| 176014 Vedrana         | 3 settembre 2000  |
| 176380 Goran           | 14 ottobre 2001   |
| 176866 Kuropatkin      | 4 ottobre 2002    |
| 176867 Brianlee        | 5 ottobre 2002    |
| 176884 Jallynsmith     | 29 ottobre 2002   |
| 176981 Anteradonic     | 11 dicembre 2002  |
| 178226 Rebeccalouise   | 9 novembre 2006   |
| 178534 Mosheelitzur    | 13 ottobre 1999   |
| 179221 Hrvojebožić     | 14 ottobre 2001   |
| 179223 Tonytyson       | 15 ottobre 2001   |
| 179411 Draganroša      | 18 dicembre 2001  |
| 179413 Stevekahn       | 19 dicembre 2001  |
| 179874 Bojanvršnak     | 4 ottobre 2002    |
| 179875 Budavari        | 5 ottobre 2002    |
| 179876 Goranpichler    | 5 ottobre 2002    |
| 179877 Pavlovski       | 5 ottobre 2002    |
| 179901 Romanbrajša     | 30 ottobre 2002   |
| 181872 Cathaysa        | 21 marzo 1999     |
| 182590 Vladisvujnovic  | 14 ottobre 2001   |
| 182591 Mocescobedo     | 14 ottobre 2001   |
| 183287 Deisenstein     | 5 ottobre 2002    |
| 183288 Eyer            | 5 ottobre 2002    |
| 183403 Gal             | 11 dicembre 2002  |
| 183635 Helmi           | 24 ottobre 2003   |
| 185744 Hogan           | 21 marzo 1999     |
| 186142 Gillespie       | 14 ottobre 2001   |
| 188061 Loomis          | 11 novembre 2001  |
| 189795 McGehee         | 5 marzo 2002      |
| 197189 Raymond         | 19 ottobre 2003   |
| 200750 Rix             | 11 novembre 2001  |
| 201372 Sheldon         | 10 ottobre 2002   |
| 201751 Steinhardt      | 23 ottobre 2003   |
| 202930 Ivezić          | 19 settembre 1998 |
| 205599 Walkowicz       | 14 ottobre 2001   |
| 206185 Yip             | 5 ottobre 2002    |
| 208425 Zehavi          | 18 settembre 2001 |
| 208915 Andrewashcraft  | 4 ottobre 2002    |
| 208916 Robertcaldwell  | 5 ottobre 2002    |
| 208917 Traviscarter    | 10 ottobre 2002   |
| 209148 Dustindeford    | 27 settembre 2003 |
| 209149 Chrismackenzie  | 29 settembre 2003 |
| 209209 Ericmarsh       | 19 ottobre 2003   |
| 210532 Grantmckee      | 20 marzo 1999     |
| 210533 Seanmisner      | 20 marzo 1999     |
| 210686 Scottnorris     | 3 settembre 2000  |
| 210983 Wadeparker      | 11 novembre 2001  |
| 211021 Johnpercin      | 18 dicembre 2001  |
| 211374 Anthonyrose     | 4 ottobre 2002    |
| 211375 Jessesteed      | 5 ottobre 2002    |
| 211376 Joethurston     | 5 ottobre 2002    |
| 211377 Travisturbyfill | 5 ottobre 2002    |
| 211378 Williamwarneke  | 5 ottobre 2002    |
| 211379 Claytonwhitted  | 5 ottobre 2002    |
| 211380 Kevinwoyjeck    | 5 ottobre 2002    |
| 211381 Garretzuppiger  | 5 ottobre 2002    |
| 222032 Lupton          | 19 settembre 1998 |
| 237693 Anakovacicek    | 14 ottobre 2001   |

La Sloan Digital Sky Survey o SDSS è un'indagine conoscitiva del cielo effettuata con il telescopio ottico dedicato a grandangolo di 2,5 metri dell'osservatorio di Apache Point, New Mexico, Stati Uniti. La ricerca è effettuata in spettroscopia multi-filtro e rilevamento degli spostamenti verso il rosso (Redshift Survey). Al progetto è stato dato tale nome dopo il significativo contributo della fondazione Alfred P. Sloan.
Ha prodotto un'estesa cartografia digitale del cielo iniziata alla fine degli anni novanta da una collaborazione americano-giapponese da 77 milioni di dollari.

## Caratteristiche tecniche
Il progetto Sloan Digital Sky Survey ha studiato circa un quarto del cielo (evitando la sovraffollata e luminosa Via Lattea) fino a una distanza di 1,5 miliardi di anni luce dalla Terra. I ricercatori hanno catalogato circa 100 milioni di stelle, 1 milione di galassie e 100.000 quasar.
Il progetto ha utilizzato un telescopio da 2,5 metri di diametro, situato presso l'osservatorio di Apache Point nel Nuovo Messico e progettato appositamente per osservare una parte di cielo più vasta possibile; in questo dispositivo la luce viene inviata in alternanza a due strumenti: il primo è considerato alla sua costruzione il più complesso esistente: 54 rivelatori CCD che riprendono immagini nell'ultravioletto, nel verde, nel rosso e nell'infrarosso. Il secondo è costituito da una coppia di spettroscopi, a cui la luce arriva tramite un fascio di fibre ottiche, in modo che possano analizzare oltre 600 oggetti contemporaneamente.
Lo scopo degli astronomi è stato quello di verificare quanto lontano si deve andare prima che la materia dell'universo, che a piccola scala è ammassata in strutture come i pianeti, le stelle e le galassie, inizi a distribuirsi uniformemente.
Al momento la Sloan Digital Sky Survey copre 8000 gradi quadrati (pari a circa 1/4 della volta celeste), principalmente nell'emisfero nord. Le immagini sono in cinque differenti bande spettrali che coprono l'intero spettro ottico e includono circa 200 milioni di oggetti celesti, comprese quasi un milione di misure spettrali. È previsto un nuovo atlante a partire dal 2008.
È uno strumento cartografico essenziale per astronomi professionisti e astrofili, oltre a servire come vetrina di "gioielli spaziali" per neofiti, studenti o semplici curiosi affascinati
dalle meraviglie del cielo, ed è a disposizione di chiunque tramite il sito ufficiale del progetto o il sito di divulgazione dei dati in 6 lingue.

## Curiosità
La SDSS è una delle fonti di dati del progetto citizen science Galaxyzoo mirato alla classificazione del tipo di galassie acquisite dagli obiettivi del telescopio.

## Ricerca e risultati scientifici
- Nel 2017 a seguito dell'identificazione di più di 147.000 quasar è stata creata la prima mappa tridimensionale a larga scala dell'universo primordiale basata sulla posizione dei quasar.[4] La ricerca denominata Extended Baryon Oscillation Spectroscopic Survey (eBOSS) è stata effettuata nel corso di due anni ed ha studiato quasar che brillavano in un'età dell'universo compresa tra i 3 ed i 7 miliardi di anni.[5]
- È stata rilevata la galassia a più bassa percentuale di ossigeno e metalli mai osservata. Questo tipo di galassie povere di atomi pesanti era tipico del periodo primordiale dell'universo. J0811+4730 è una galassia avente massa 30.000 volte inferiore alla Via Lattea e redshift z=0.04444,[6][7] e consentirà di approfondire lo studio delle prime galassie attive formatesi all'epoca del processo di reionizzazione dell'universo giovane.
- A luglio 2020 è stata resa nota una dettagliata mappa tridimensionale dell'universo grazie all'acquisizione nel tempo di dati di oltre due milioni di galassie e quasar, coprendo temporalmente 11 miliardi di anni.[8][9]